# Episodi di Craig (seconda stagione)
La seconda stagione della serie animata Craig è stata trasmessa negli Stati Uniti, su Cartoon Network, dal 18 marzo 2019 all'11 giugno 2020.
In Italia è stata trasmessa dal 3 settembre 2019 al 26 ottobre 2020 su Cartoon Network.
| Nº | Titolo originale                  | Titolo italiano                       | Prima TV USA     | Prima TV Italia   |
| -- | --------------------------------- | ------------------------------------- | ---------------- | ----------------- |
| 1  | Memories of Bobby                 | I ricordi di Bobby                    | 18 marzo 2019    | 3 settembre 2019  |
| 2  | Jacob of the Creek                | Jacob                                 | 18 marzo 2019    | 7 settembre 2019  |
| 3  | Return of the Honeysuckle Rangers | Il ritorno dei Ranger del Caprifoglio | 25 marzo 2019    | 4 settembre 2019  |
| 4  | Kelsey the Elder                  | Kelsey l'anziana                      | 1º aprile 2019   | 6 settembre 2019  |
| 5  | Sour Candy Trials                 | Sfida di asprezza                     | 1º aprile 2019   | 9 settembre 2019  |
| 6  | Fort Williams                     | Il fortino                            | 11 maggio 2019   | 5 settembre 2019  |
| 7  | The Other Side                    | L'altra sponda                        | 22 giugno 2019   | 2 dicembre 2019   |
| 8  | The Other Side                    | L'altra sponda                        | 22 giugno 2019   | 2 dicembre 2019   |
| 9  | Summer Wish                       | Lo spirito dell'estate                | 29 giugno 2019   | 13 settembre 2019 |
| 10 | Turning the Tables                | La mancia                             | 6 luglio 2019    | 3 dicembre 2019   |
| 11 | Kelsey the Author                 | Il racconto di Kelsey                 | 13 luglio 2019   | 5 dicembre 2019   |
| 12 | Council of the Creek              | Il consiglio del ruscello             | 20 luglio 2019   | 10 settembre 2019 |
| 13 | Sparkle Cadet                     | La paladina della Scintilla           | 27 luglio 2019   | 11 settembre 2019 |
| 14 | Cousin of the Creek               | Cugino al ruscello                    | 3 agosto 2019    | 6 dicembre 2019   |
| 15 | Camper on the Run                 | Campo estivo                          | 10 agosto 2019   | 4 dicembre 2019   |
| 16 | Stink Bomb                        | Nuvola di puzza                       | 17 agosto 2019   | 12 settembre 2019 |
| 17 | The Evolution of Craig            | La quinta elementare                  | 24 agosto 2019   | 9 dicembre 2019   |
| 18 | The Haunted Dollhouse             | La casa delle bambole                 | 26 ottobre 2019  | 9 ottobre 2020    |
| 19 | Craig and the Kid's Table         | La torta di patate dolci              | 23 novembre 2019 |                   |
| 20 | Craig and the Kid's Table         | La torta di patate dolci              | 23 novembre 2019 |                   |
| 21 | Creek Daycare                     | Asilo al ruscello                     | 18 aprile 2020   |                   |
| 22 | Sugar Smugglers                   | Il bar delle caramelle                | 18 aprile 2020   |                   |
| 23 | Sleepover at JP's                 | Pigiama Party da JP                   | 25 aprile 2020   |                   |
| 24 | Tea Timer's Ball                  | Il ballo dei ragazzi del tè           | 25 aprile 2020   | 6 ottobre 2020    |
| 25 | The Cardboard Identity            | Un nascondiglio misterioso            | 2 maggio 2020    | 7 ottobre 2020    |
| 26 | Ancients of the Creek             | Antichi del Ruscello                  | 2 maggio 2020    | 8 ottobre 2020    |
| 27 | Mortimor to the Rescue            | L'abisso delle alghe                  | 9 maggio 2020    | 12 ottobre 2020   |
| 28 | Secret in a Bottle                | Un segreto in bottiglia               | 9 maggio 2020    | 13 ottobre 2020   |
| 29 | Trading Day                       | La giornata del baratto               | 16 maggio 2020   | 14 ottobre 2020   |
| 30 | Crisis at Elder Rock              | Crisi alla roccia degli anziani       | 16 maggio 2020   | 15 ottobre 2020   |
| 31 | Kelsey the Worthy                 | Kelsey la valorosa                    | 23 maggio 2020   | 16 ottobre 2020   |
| 32 | The End Was Here                  | Il Rubabandiera pericoloso            | 23 maggio 2020   | 19 ottobre 2020   |
| 33 | In the Key of the Creek           | Una giornata di pioggia               | 8 giugno 2020    | 28 ottobre 2020   |
| 34 | The Children of the Dog           | Tutto per un cane                     | 8 giugno 2020    | 20 ottobre 2020   |
| 35 | Jessica Shorts                    |                                       | 9 giugno 2020    |                   |
| 36 | Ferret Quest                      | Gelosia fra amiche                    | 9 giugno 2020    | 21 ottobre 2020   |
| 37 | Into the Overpast                 | Il passato di Poncho Verde            | 10 giugno 2020   | 22 ottobre 2020   |
| 38 | The Time Capsule                  | La capsula del tempo                  | 10 giugno 2020   | 23 ottobre 2020   |
| 39 | Beyond the Rapids                 | Oltre le rapide                       | 11 giugno 2020   | 27 ottobre 2020   |
| 40 | The Jinxening                     | Una nuova bambina al ruscello         | 11 giugno 2020   | 26 ottobre 2020   |